# Lustige Burschen
Lustige Burschen  (russisch Весёлые ребята) ist eine leicht ironische musikalische Verwechslungskomödie, die als erstes sowjetisches Filmmusical gilt.
Im Jahr 1934 realisierte Grigori Alexandrow, der ehemalige Assistent und Co-Autor Sergei Eisensteins, der seinen Lehrer auf dessen Reisen in den Westen begleitet hatte und dort auch die Filmproduktion Hollywoods kennenlernte, die Jazz-Komödie Lustige Burschen mit der Musik Isaak Dunajewskis und des wohl zu jener Zeit bekanntesten sowjetischen Jazz-Musikers, Leonid Utjossow, auf den die Hauptrolle des Films zugeschnitten war.
Das Augenmerk wird in dem Film nicht auf die Handlung gelegt, sodass es sich eher um eine locker verbundene Abfolge musikalischer Nummern handelt. Ebenso wie im amerikanischen Filmmusical sind die Hauptfiguren vor allem darum bemüht, ihre Musik in der Metropole mit Erfolg auf die Bühne zu bringen. Im Film wird ein musikalisch vielseitig begabter Hirte von mehreren Besucherinnen, die in einem mondänen Badeort auf der Krim Erholung suchen, mit einem bekannten Komponisten verwechselt. Der Hirte Kostja Potechin kommt aus dem Süden, von der Krim, nach Moskau, gerät dort beinahe zufällig in die Music Hall und kann schließlich mit seinen Freunden sogar im Bolschoi-Theater auftreten.

## Weiteres
1958 entstand mit Wehe, wenn sie losgelassen ein inoffizielles Remake des Films. Die Equivalentenrolle von Leonid Utjossow übernahm Peter Alexander.